# De Broekzijdse Molen aan het Gein
De Broekzijdse Molen aan het Gein is een schilderij van Piet Mondriaan in het Museum Kunst der Westküste in Alkersum. Het werk is rechtsonder gesigneerd 'Piet Mondriaan'.

## Voorstelling
Het stelt de Broekzijder Molen voor aan het riviertje het Gein tussen Abcoude en Driemond, niet ver van Amsterdam.
Mondriaan woonde rond de eeuwwisseling in Amsterdam en was in het bezit van een fiets, een zeldzaamheid in die tijd. Met speciale steunen aan de voor- en achterwielen en een uitklapbare ezel kon Mondriaan, al zittend op zijn fiets, schetsen maken. Deze schetsen werkte hij later uit in zijn atelier. Hij maakte regelmatig tochten langs het Gein. De schetsen die hij tijdens deze tochten maakte resulteerden in een aantal doeken, waaronder ook De Broekzijdse Molen aan het Gein.
"Je zou het landschap kunnen zien als een typisch voorbeeld van de Haagse School, maar even goed als aanzet tot de abstractie die Mondriaan later bereikte. Ik neig naar het laatste. Mondriaan laat details voor wat ze zijn en concentreert zich op de rechte lijnen," volgens Jetske Homan van der Heide, specialiste moderne kunst bij Christie's.

## Herkomst
Het doek is lange tijd onbekend gebleven maar werd door een kunstspecialist van Christie's uiteindelijk bij een Belgische verzamelaar in de collectie aangetroffen. Begin december 2006 wisselde het doek voor 72.000 euro van eigenaar op een door het veilinghuis Christie's georganiseerde veiling.
In 2011 werd het door kunsthandel Simonis & Buunk in Ede verkocht aan Museum Kunst der Westküste in Alkersum op het Duitse Waddeneiland Föhr.